# Otto Stich
Otto Stich (10 de janeiro de 1927 – 13 de setembro de 2012) foi um político suíço, servido como presidente da Confederação Suíça em duas ocasiões: 1988 e 1994.
Ele foi eleito para o Conselho Federal suíço em 7 de dezembro de 1983 e terminou o mandato a 31 de outubro de 1995.